# آن‌ده زووه
آن دو زوی (به لاتین: Aan de Zuwe) یک روستا در هلند است که در De Ronde Venen واقع شده‌است.